# Parc de la Maquinista de Sant Andreu
Parc de la Maquinista de Sant Andreu är en park i Spanien.   Den ligger i provinsen Província de Barcelona och regionen Katalonien, i den östra delen av landet, 500 km öster om huvudstaden Madrid. Parc de la Maquinista de Sant Andreu ligger 22 meter över havet.
Terrängen runt Parc de la Maquinista de Sant Andreu är platt åt sydost, men åt nordväst är den kuperad. Havet är nära Parc de la Maquinista de Sant Andreu åt sydost.  Närmaste större samhälle är Barcelona, 6,1 km sydväst om Parc de la Maquinista de Sant Andreu. 